# Leonid Filatov
Leonid Aleksjevitj Filatov (russisk: Леони́д Алексе́евич Фила́тов) (født 24. december 1946 i Kasan i Sovjetunionen, død 26. oktober 2003 i Moskva i Rusland) var en sovjetisk/russisk filminstruktør, skuespiller og manuskriptforfatter. Filatov skabte sig et navn som teaterskuespiller ved Taganka Teatret i Moskva.
Han modtog flere priser, bl.a. Den Russiske Føderations Statspris og Folkets Kunstner i Rusland i 1996.

## Biografi
Leonid Filatov blev født den 24. december 1946 i Kasan i Tatarstan i Sovjetunionen. Efter endt uddannelse drog han til Moskva, hvor han forgæves søgte optagelse på filminstruktørskolen. Han opnåede i stedet samme år at blive optaget på skuespillerskolen, som han forlod i 1969 efter afgangseksamen. Samme år blev han tilknyttet Taganka Teatret i Moskva. Han opnåede ledende roller i opsætninger af Mesteren og Margarita, Kirsebærhaven m.fl. Filatov deltog i boykotten af Anatolij Efros' lederskab af Taganka Teatret mellem 1985 og 1987, hvor han i stedet blev tilknyttet Sovremennik Teatret. Han skrev selv flere skuespil. 
Fra 1970 arbejdede Filatov også med film. Han vigtigste roller som filmskuespiller er film som Flykatastrofen (1979), Golos (1982), Zabytaja melodija dlja flejty (Glemt melodi for fløjte'', 1987) og Gorod Zero (1989). 
I 1990 instruerede han filmen Sukiny deti baseret på sit eget skuespil af samme navn. Han medvirkede tillige i filmen, der deltog med årets filmfestival i Moskva.

## Filmografi som instruktør
- Sukiny deti (Сукины дети, 1990)[3][4]